# Fiskal
Se fiskal skatt för det skattepolitiska begreppet.
Fiskal är i Sverige numera en jurist som genomgår domarutbildning.
Den som genomgått godkänd notarieutbildning kan söka anställning som fiskal vid överrätt (hovrätt eller kammarrätt). Anställningen inleds med sex månaders provtjänstgöring; efter godkänd prövning övergår anställningen till att vara tills vidare. 
Efter minst ett års tjänstgöring i hovrätt eller kammarrätt ska fiskalen tjänstgöra som fiskal med dömande uppgifter vid underrätt (tingsrätt eller förvaltningsrätt) i minst två år. Därefter återvänder fiskalen till överrätten för att fullgöra adjunktionstjänstgöring under ett år. Under adjunktionstjänstgöringen deltar denne som ledamot i överrättens avgöranden med titeln tf. hovrättsassessor respektive tf. kammarrättsassessor.